# Advanced Info Service
Advanced Info Service Public Company Limited (AIS) – tajlandzki operator telefonii komórkowej. Przedsiębiorstwo zostało założone w 1986 roku.